# 3e wereldfestival voor jeugd en studenten
Het derde wereldfestival voor jeugd en studenten (WFYS) werd in 1951 te Berlijn (oost), gelegen in de DDR, gehouden.
Het derde festival kwam in een tijd met groeiende internationale spanningen tussen de Sovjet-Unie en de westerse landen; het vond plaats tegen de achtergrond van de Koreaanse Oorlog en de verspreiding van het communisme in Centraal-Europa en China.
Het festival was bedoeld als PR-stunt van de jonge Duitse Democratische Republiek, gevormd in de Sovjet-sector van het naoorlogse Duitsland.
Er waren 26.000 deelnemers uit 104 landen present.
De slogan was Voor vrede en vriendschap - tegen nuclaire wapens.